# 내일은 웹툰
내일은 웹툰은 〈인형의 기사〉, 〈스쿨홀릭〉을 연재한 신의철 작가가 매주 목요일, 일요일에 네이버에 연재중인 웹툰이다.
2013년 12월 28일 완결되었다.